# Miloš Anděra
Miloš Anděra (* 27. srpna 1947 Praha) je český zoolog, ochránce přírody, ekolog, pedagog, vědecký kurátor zoologických sbírek, spisovatel-publicista, dlouholetý pracovník zoologického oddělení Národního muzea v Praze, v letech 1988 až 2002 vedoucí tohoto oddělení, autor mnoha desítek vědeckých i populárně-naučných statí a publikací.
V listopadu 2008 získal Cenu ministra životního prostředí za dlouholetý výzkum v oblasti zoologie a především za vynikající popularizaci vědy a ochrany přírody.

## Spisy
- ZAVŘEL, Petr; ANDĚRA, Miloš, a kolektiv. Šumava – příroda, historie, život. Praha: Baset, 2003. 800 s. ISBN 80-7340-021-9.